# Muzułmańska Rada Wielkiej Brytanii

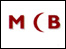
Logo

Muzułmańska Rada Wielkiej Brytanii (ang. Muslim Council of Britain - MCB) – jedna z federacji muzułmańskich w Wielkiej Brytanii.
Utworzona w 1997 na mocy porozumienia zawartego przez około 250 organizacji muzułmańskich. Jej celem jest - osiągane zazwyczaj na drodze konsultacji i rozmów - wprowadzanie konkretnych wartości i standardów islamu do życia publicznego. Sprawuje również opiekę nad meczetami, stara się zapobiegać dyskryminacji ze względów rasowych i religijnych, a także działa na rzecz całego społeczeństwa brytyjskiego.
Jej obecnym sekretarzem generalnym jest Muhammad Abdul Bari (od czerwca 2006).